# Кедров, Константин Васильевич
Константи́н Васи́льевич Ке́дров (1828—1903) — русский педагог-классик, директор Петербургского историко-филологического института.

## Биография
Сын гатчинского протоиерея Василия Петровича Кедрова (1789—1846).
Родился (по разным источникам) 9 (21) мая 1827 или 1828 года (на современном надгробии в качестве года рождения ошибочно указан даже 1838 год). 
По окончании Главного педагогического института со званием старшего учителя и с обязанностью прослужить по министерству народного просвещения не менее 6 лет, он был определён в 1848 году старшим учителем греческого языка в Новгородскую гимназию. В 1851 году ему также было поручено преподавание истории в высших классах. В следующем году он был переведён в 3-ю Санкт-Петербургскую гимназию, где он преподавал греческий язык до 1868 года. В 1857 году одновременно стал преподавать русскую словесность и русскую историю в Мариинском институте, а с 1860 года русский язык в Императорском училище правоведения. В 1862 году назначен инспектором Мариинского института. В 1867 году назначен постоянно присутствующим членом учебного комитета при Синоде, с оставлением в занимаемых им должностях.
В том же году назначен экстраординарным профессором историко-филологического института, а в 1872 году стал его директором. Начиная с 1887 года министерство народного просвещения направляло его для ревизии различных учебных заведении (в Казань, Кострому, Воронеж, Харьков). В 1891 году за особые труды в комиссии по пересмотру планов и программ в мужских гимназиях и прогимназиях ведомства министерства народного просвещения ему было объявлено Высочайшее благоволение. В 1894 году он был назначен членом совета министерства народного просвещения, с оставлением в занимаемых должностях.
Скончался 1 (14) мая 1903 года. Похоронен в Санкт-Петербурге на Новодевичьем кладбище (могила сохранилась; на ней дата смерти — 2 мая).

## Семья
Дети:
- Александра
- Алексей (05.08.1859 — 1916) — выпускник филологической гимназии (1878, серебряная медаль) и историко-филологического института (1884); был преподавателем и руководителем ряда учебных заведений Санкт-Петербурга (в их числе 2-я и 7-я мужские гимназии, Мариинская женская гимназия), был директором Ташкентского реального училища;
- Антонина (1864 — после 1940) — выпускница петербургских Высших педагогических курсов была замужем за генералом А. М. Бухтеевым (1862—1940);
- Модест (?—1901) — офицер крейсера «Владимир Мономах»; был женат на дочери адмирала В. П. Верховского, Ольге Владимировне;
- Василий (1872—1917) — капитан 1-го ранга, начальник 7-го дивизиона эскадренных миноносцев.

## Источник
- Альманах современных русских государственных деятелей. — СПб.: Тип. Исидора Гольдберга, 1897. — С. 942—943.

## Рекомендуемая литература
- Зоргенфрей Г. Г. Памяти Константина Васильевича Кедрова. — Воронеж : тип. В. И. Исаева, 1903. — 6 с. (в РГБ)